# Batalla de Monterrey (1913)
La Batalla de Monterrey de 1913 fue una serie de enfrentamientos que se llevaron a cabo los días 23 y 24 de octubre de 1913, entre las fuerzas federales al mando del gobernador de Nuevo León, Salomé Botello, leal al presidente Victoriano Huerta, y los rebeldes carrancistas, entre los cuales estaban Jesús Carranza Garza (hermano de Venustiano Carranza), Pablo González Garza y Antonio I. Villarreal. Entre los generales que apoyaron a los federales en la defensa de la ciudad estaban Enrique Gorostieta Velarde y Miguel Corona.

## La Batalla De Monterrey N.L.
El 23 de octubre de 1913, las fuerzas carrancistas al mando de los generales Pablo González Garza, Jesús Carranza y Antonio I. Villarreal llegaron a Monterrey. Organizados en escuadrones unos tomaron el Obispado, mientras que otros ocuparon el cuartel que se encontraba en la esquina de las calles Madero y Corona, donde se encuentra hoy la escuela Calles. Otros revolucionarios llegaron hasta la Alameda e invadieron la penitenciaría —que se encontraba en Pino Suárez, entre Aramberri y Espinoza— y, aunque los federales estaban atrincherados en los mercados Juárez y Colón y defendían la calzada Unión (Madero), las fuerzas revolucionarias lograron franquear y tomar la Villa de Guadalupe. Ese mismo día las fuerzas insurgentes llegaron hasta la calle de Mina, la Estación del Golfo —donde establecieron su cuartel—. Por la fundidora trataron de acercarse al palacio de Gobierno y llegaron hasta el sur del río Santa Catarina (San Luisito). 
Al día siguiente, las autoridades federales enviaron refuerzos para defender la ciudad y la lucha fue más violenta. Los carrancistas desde su cuartel del Golfo y la Plazuela del 21 de marzo, intentaban acercarse al centro, mientras que, desde la calzada Madero y Zaragoza, bombardeaban el palacio de gobierno. Los cronistas dicen que los revolucionarios que estaban en el área de la Cervecería Cuauhtémoc se emborracharon con el centenar de cajas de cerveza y el licor que saquearon de bodegas y cantinas y comenzaron a dar gritos que recordaban a sus ancestros comanches. De esta forma sirvieron sólo de blanco para los federales quienes además recibieron nuevos refuerzos. Los revolucionarios tuvieron que ordenar la retirada.